# Zamach w Saint-Quentin-Fallavier
Zamach terrorystyczny w Saint-Quentin-Fallavier – atak terrorystyczny na terenie zakładów Air Products, który miał miejsce 26 czerwca 2015 w Saint-Quentin-Fallavier. W wyniku ataku śmierć poniosła 1 osoba poprzez odcięcie głowy, a 2 zostały ranne w wyniku wybuchu cylindrów z gazem spowodowanego przez zamachowca.

## Sprawca
Sprawcą ataku był Yassine Salhi (ur. 25 marca 1980), który został aresztowany przez policję na miejscu zamachu. Salhi był notowany przez francuskie służby w latach 2006–2008 za powiązania z radykalną grupą salaficką.

## Inne ataki terrorystyczne
W tym samym dniu doszło do dwóch innych ataków terrorystycznych: w Kuwejcie oraz Tunezji. Niemniej według Departamentu Stanu USA zamachy te nie były ze sobą skoordynowane.